# La Chaussée-Saint-Victor

La Chaussée-Saint-Victor este o comună în departamentul Loir-et-Cher, Franța. În 1 ianuarie 2022 avea o populație de 4.488 de locuitori.